# Nakhon Si Thammarat (miasto)

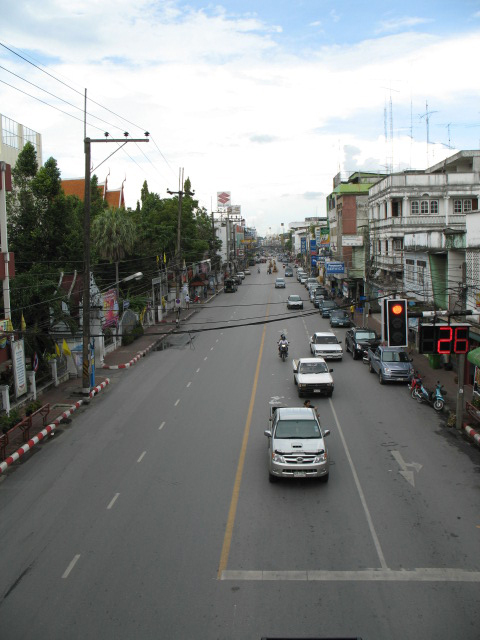
Nakhon Si Thammarat

Nakhon Si Tammarat (tajski: นครศรีธรรมราช) – miasto w południowej Tajlandii, na wschodnim wybrzeżu Półwyspu Malajskiego, ośrodek administracyjny prowincji Nakhon Si Tammarat. Około 121 tys. mieszkańców.